# Artillerieträger
Als Artillerieträger werden im Allgemeinen alle Überwasserfahrzeuge bezeichnet, deren Hauptbewaffnung aus Rohrartillerie besteht.

## Bezeichnung
Während der Segelschiffsära waren nach Einführung von Kanonen in die Palette der Bewaffnung alle Kriegsschiffe Artillerieträger bzw. Artillerieschiffe. Nach Einführung der Raketenbewaffnung für Schiffe wurde die Unterscheidung zwischen Raketen- und Artillerieträgern nach deren Hauptbewaffnung erforderlich, um sie sicher klassifizieren zu können. Der Begriff umfasste im zwanzigsten Jahrhundert konventionelle Linienschiffe, Schlachtschiffe und Schlachtkreuzer, Monitore, Schwere und Leichte (Artillerie-)Kreuzer, Zerstörer, Kanonenboote sowie z. T. auch Hilfskreuzer, Vorposten- und Patrouillenboote.
Gelegentlich wird die Bezeichnung Artillerieträger auch auf Ketten-, Halbketten- oder Radfahrzeuge angewandt, die nachträglich behelfsmäßig mit Geschützen ausgerüstet wurden.

## Artillerieträger der deutschen Kriegsmarine

Schwerer Artillerieträger; Hauptbewaffnung mittschiffs, leichte Flak verteilt auf der Back und vor der Kommandobrücke.

Als Artillerieträger wurden speziell in der Kriegsmarine Küstenmotorschiffe bezeichnet, die mit Geschützen mittleren oder schweren Kalibers und Flak bewaffnet wurden. Sie gehörten jedoch nicht zur Gruppe der Marinefährprahme bzw. Artilleriefährprahme. Für militärische Zwecke waren die Artillerieträger wie viele Hilfskriegsschiffe wenig geeignet, vor allem da ihnen die notwendigen Geschützunterbauten wie die enge räumliche Unterteilung und ein ausreichender Unterwasserschutz fehlten. Ihr Bau war eine Notlösung, da es der Kriegsmarine mit zunehmender Dauer des Krieges an geeigneteren Einheiten mangelte. Sie wurden deswegen überwiegend im Geleit- und Vorpostendienst eingesetzt.
Man unterschied sie in zwei Klassen: Schwere und Leichte Artillerieträger. Schwere Artillerieträger (SAT) führten ein Geschütz von über 100 mm bis 150 mm Kaliber als Hauptbewaffnung, dazu Leichte Flak, und waren meist 500 bis 600 BRT groß. Leichte Artillerieträger (LAT) waren mit einem Geschütz im Kaliber 75 mm oder 88 mm sowie Leichter Flak ausgerüstet und waren maximal 300 BRT groß. Als Bewaffnung kamen jeweils verfügbare Geschütze, ggf. auch Beutewaffen, zum Einsatz.
Insgesamt wurden 19 Schwere und 18 Leichte Artillerieträger in Dienst gestellt. Sie waren in acht verschiedenen Artillerieträgerflottillen (ATF) mit ebenfalls Artilleriegeschütze tragenden Marinefährprähmen, Marine-Artillerie-Leichtern und Artillerie-Fährprähmen zusammengefasst und teils wechselnden Sicherungsdivisionen unterstellt. Dabei war es durchaus möglich, dass Restbestände aufgelöster oder aufgeriebener Flottillen neu registriert bzw. umklassifiziert wurden; insbesondere die 3. Artillerieträger-Flottille wurde dreimal aufgestellt und wieder aufgelöst. Die Kennzeichnung AF stand für Artillerieträger-Flottille (nicht zu verwechseln mit AFP: Artilleriefährprahm). Sie wurden zeitweilig auch als Marine-Artillerieleichter (MAL) bezeichnet, insbesondere die Einheiten der 3. und 4. Artillerieträgerflottillen, ein Verweis auf ihre ursprüngliche Verwendung.
Siehe auch: Artillerieträgerflottillen

### Übersicht über die Artillerieträgerflottillen
| Flottille  | aufgestellt    | aufgelöst                        | Einsatzgebiet       | Einsatzhäfen                           | Einheiten | Unterstellung                                                                      |
| ---------- | -------------- | -------------------------------- | ------------------- | -------------------------------------- | --- | ---------------------------------------------------------------------------------- |
| 1. ATF     | April 1943     | Mai 1945                         | Nordsee             | Rotterdam, später Franeker (Friesland) | AF 41 – 45, 47, 48, 58, 59, 86 – 92                                                                                 | 1. Sicherungs-Division                                                             |
| 2. ATF     | September 1942 | Mai 1945                         | Nordsee             | Brügge, Dünkirchen, Boulogne           | AF 1, 3, 4, 6 – 8, 10 – 15                                                                                          | 2. Sicherungs-Division bis Anfang 45, dann bis Kriegsende 5. Sicherungs-Division   |
| 3. ATF (1) | Februar 1943   | September 1943                   | Schwarzes Meer      | Constanța                              | MAL 1 – 4, 8 – 11                                                                                                   | Admiral der Seebefehlsstellen                                                      |
| 3. ATF (2) | Februar 1944   | September 1944                   | Schwarzes Meer      |                                        | MAL 2; 4, 51 – 56                                                                                                   | 10. Sicherungs-Division                                                            |
| 3. ATF (3) | Januar 1945    | Mai 1945                         | Ostsee              |                                        | F 410, 457, 490, 1048, 600, 379, 617, 980, 981, 880; Motorprahm D 154 als Werkstattboot; SAT 5 – 8, 10; 11, 13 – 17 | 10. Sicherungs-Division                                                            |
| 4. ATF     | Januar 1944    | September 1944 (Boote gesprengt) | Peipussee           | Dorpat, Kastre, Mustvee                | MAL 13 – 24 | Admiral Ostland/Kommandierender Admiral östliche Ostsee                            |
| 5. ATF     | Februar 1944   | Mai 1945                         | Nordsee, Ostsee     | Esbjerg, Leirvik, Thyborøn, Swinemünde | AF 73 – 75, 77, 79 – 82                                                                                             | 8. Sicherungs-Division bis Februar 45, dann bis Kriegsende 10. Sicherungs-Division |
| 6. ATF     | Februar 1944   | August 1944                      | Nordsee, Ärmelkanal | Rotterdam, Isigny                      | AF 61 – 72 | 2. Sicherungs-Division                                                             |
| 7. ATF     | August 1944    | Mai 1945                         | Ostsee              | Kotka, Mõntu, Libau, Adlershorst       | AF 2, 5, 9, 19, 21, 23, 26, 29 – 31, 33, 34, 37, 38, 46, 49, 50                                                     | 9. Sicherungs-Division                                                             |
| 8. ATF     | April 1944     | Mai 1945                         | Nordsee, Ostsee     | Rotterdam u. a.                        | AF 97 – 111 | 10. Sicherungs-Division                                                            |

### Schwere Artillerie-Träger
| Number | Name            | Ursprüngl. Name       | BRT | Verbleib | Anmerkung              |
| ------ | --------------- | --------------------- | --- | --- | ---------------------- |
| SAT 1  | Ost             | Ost                   | 565 | 11. Juli 1943 nach Minentreffer gesunken                                                                                              | ab Januar 1941: SAT 28 |
| SAT 2  | West            | West                  | 573 | 15. Sept. 1943 bei Neugrund (Estland) durch sowjetische Fliegerbombe versenkt                                                         | ab Mai 1941: SAT 20    |
| SAT 3  | August          | August                | 400 | Febr. 1946 sowjetische Kriegsbeute |                        |
| SAT 4  | Helene          | Helene                | 400 | März 1946 sowjetische Kriegsbeute |                        |
| SAT 5  | Robert Müller 6 | Robert Müller 6       | 399 | 18. April 1945 durch sowjetische Fliegerbombe versenkt                                                                                |                        |
| SAT 6  | Soemba          | Soemba                | 324 | 1945 an die Niederlande zurück |                        |
| SAT 7  | Nienburg        | Nijenburgh (ex Heiny) | 400 | 1945 an die Niederlande zurück |                        |
| SAT 8  | Paraat          | Paraat                | 305 | 1945 an die Niederlande zurück |                        |
| SAT 9  | Unitas          | Unitas                | 359 | 1945 an die Niederlande zurück |                        |
| SAT 10 | Kemphaan        | Kemphaan              | 343 | 1945 an die Niederlande zurück |                        |
| SAT 11 | Cascade         | Cascade               | 338 | 1945 an die Niederlande zurück |                        |
| SAT 12 | Globe           | Globe                 | 314 | 4. Aug. 1944 bei Walcheren durch Fliegerbombe versenkt                                                                                |                        |
| SAT 13 | Joost           | Joost                 | 322 | 1945 an die Niederlande zurück |                        |
| SAT 14 | Berkelstroom    | Berkelstroom          | 399 | 1946 an die Niederlande zurück |                        |
| SAT 15 | Polaris         | Polaris               | 322 | 5. Feb. 1945 bei Pillau durch sowjetische Fliegerbomben versenkt                                                                      |                        |
| SAT 16 | Westflandern    | West-Vlaanderen       | 346 | 1. Mai 1945 bei Nexø durch sowjetische Fliegerbombe versenkt                                                                          |                        |
| SAT 17 | Hast I          | Hast I (ex Uranus)    | 398 | 1947 an die Niederlande zurück |                        |
| SAT 18 | Ostsee          | Oostzee               | 336 | April 1945 vor Hela noch im Einsatz, Verbleib unbekannt oder 1945 zurück an Eigner und 1. Oktober 1952 bei Barfleur im Sturm gesunken |                        |
| SAT 19 | Trompenburgh    | Trompenburgh          | 379 | 1945 an die Niederlande zurück |                        |